# شاي الريز
شاي ريزه (بالتركية: Rize çayı) هو شاي أسود وأحد أنواع الشاي التركي، يُنتج في محافظة ريزه على ساحل البحر الأسود الشرقي من تركيا حيث مناخه معتدل ويحتوي على نسب عالية من رسوبيات التربة الخصبة. عند تخمير شاي ريزه فإن لونه يتحول إلى لون شجرة الماهوغاني. وبالإضافة إلى استعماله في المنزل فإنه يُقدم في المقاهي التركية من قبل نادل الشاي (بالتركية: çaycı)، ويُحضّر الشاي بنكهة قوية تُسّمى بالتركية demli وتعني الظلام أو ضعيفة وتُسمّى açık وتعني الضوء، وتُقدّم تقليدياً مع بلورات سكر البنجر أو اثنين من كتل السكر.

## معرض الصور

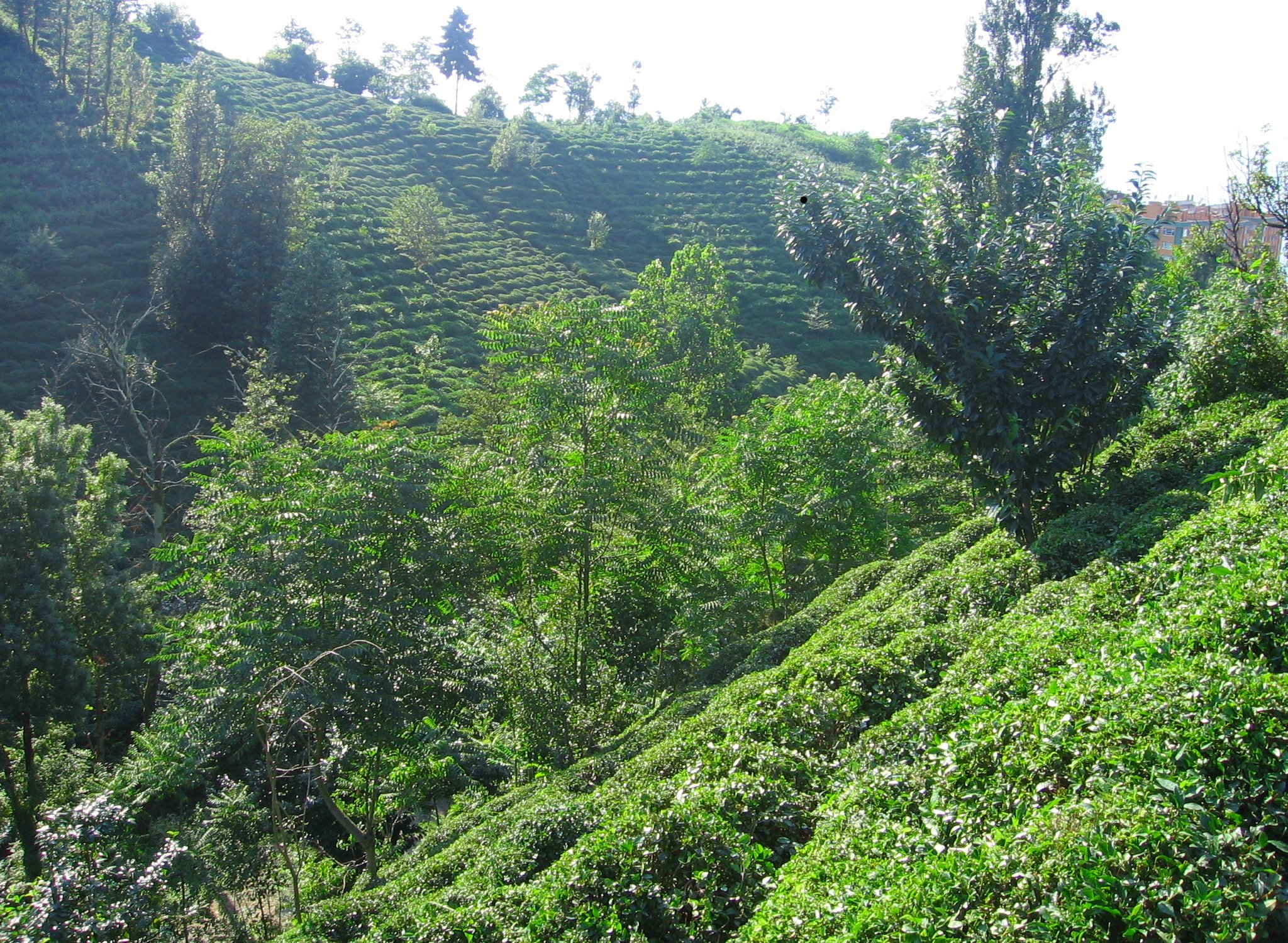
مزرعة شاي في ريزه.
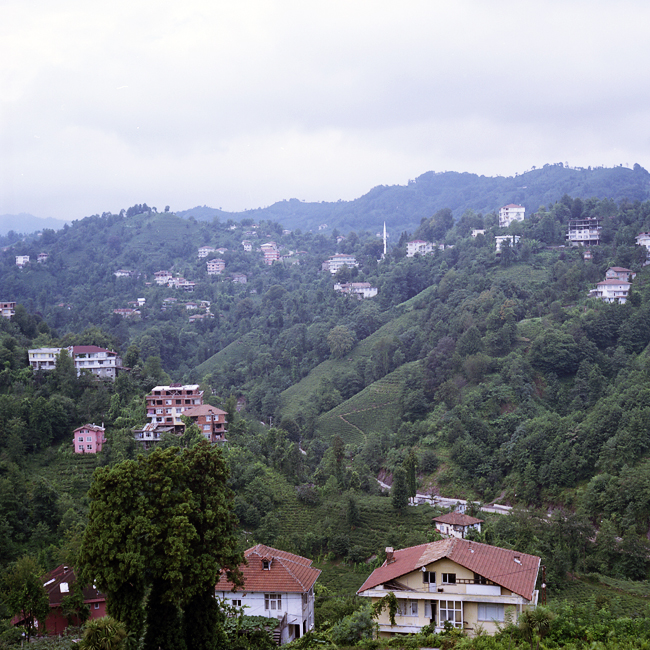
صورة جوّيّة لمزارع الشاي في ريزه.